# Marija Leonowna Orbeli
Marija Leonowna Orbeli (russisch Мария Леоновна Орбели; * 19. Novemberjul. / 2. Dezember 1916greg. in Petrograd; † 9. August 1949 in Leningrad) war eine russisch-sowjetische Kernphysikerin.

## Leben
Orbeli, Tochter des Physiologen Leon Abgarowitsch Orbeli, studierte an der Universität Leningrad mit Abschluss 1938. Darauf wurde sie Wissenschaftliche Mitarbeiterin des Leningrader Aktinometrie-Instituts des Wojeikow-Hauptobservatoriums für Geophysik.
1939 wurde Orbeli Wissenschaftliche Mitarbeiterin des Radium-Instituts der Akademie der Wissenschaften der UdSSR. Orbeli arbeitete in Witali Grigorjewitsch Chlopins Gruppe und dann in Konstantin Antonowitsch Petrschaks Laboratorium. Orbelis Forschungsschwerpunkt war die Kernspaltung. Im Deutsch-Sowjetischen Krieg war sie während der Leningrader Blockade 1942–1944 mit dem Institut nach Kasan evakuiert. Unter Pjotr Iwanowitsch Lukirskis Leitung untersuchte sie dort zusammen mit Petrschak den Prozess der Uranspaltung durch Neutronen. Sie analysierte die Spaltprodukte des Thoriums. 1946 wurde sie nach Verteidigung ihrer Dissertation zur Kandidatin der physikalisch-mathematischen Wissenschaften promoviert. Nach der Promotion arbeitete sie in Boris Sergejewitsch Dschelepows Laboratorium. Zusammen mit Dschelepow erfand sie 1948 ein spezielles Spektrometer.
Orbeli starb an der Strahlenkrankheit und wurde auf dem Bogoslowskoje-Friedhof begraben.